# Blutstauungsödem
Ein Blutstauungsödem kann entstehen, wenn das Kapillarsystem durch Blutrückstau unter erhöhten Druck gesetzt wird und es dadurch zu Flüssigkeitsansammlungen im Gewebe sowie zur Ödembildung kommt. Mögliche Ursachen sind eine örtliche Behinderung des Blutabflusses und eine allgemeine kardial bedingte Abflussbehinderung.